# Cmus
cmus (C* Music Player) ist ein leichtgewichtiger und schneller Terminal-Audioplayer für unixähnliche Betriebssysteme. Er steht unter den Bedingungen der GNU General Public License (GPL) und arbeitet ausschließlich über eine textbasierte Benutzeroberfläche, die mit ncurses erstellt wurde.
Das Text-Only-Design reduziert die für die Ausführung des Programms benötigten Ressourcen, was es zu einer guten Wahl für ältere oder weniger leistungsfähige Computer sowie für Systeme macht, auf denen keine grafische Umgebung (wie das X Window System) verfügbar ist.

## Geschichte
cmus wurde ursprünglich von Timo Hirvonen geschrieben. Etwa im Juni 2008 stellte er die Entwicklung von cmus ein, was im November 2008 zu einem Fork namens "cmus-unofficial" führte. Nach einem Jahr der Entwicklung wurde eine Übernahmeanfrage an SourceForge geschickt, die nach einer 90-tägigen Frist ohne Antwort des ursprünglichen Autors bewilligt wurde. Dies führte zu einer Zusammenführung des Forks zurück in das offizielle Projekt im Februar 2010.

## Benutzeroberfläche
Die Oberfläche von cmus ist auf views (Ansichten) fokussiert. Es gibt zwei views auf die Musikbibliothek (einen Interpreten-/Albenbaum und eine einfache sortierbare Liste) und views auf Playlists, die aktuelle Playqueue, das Dateisystem und für Filter/Einstellungen.
Es ist immer nur eine Ansicht zur gleichen Zeit sichtbar.
Aufgrund der Konsolenorientierung und der angestrebten Portabilität des Projekts wird cmus bevorzugt über die Tastatur gesteuert. Die Befehle sind lose an die des Texteditors vi angelehnt. Die allgemeine Bedienung ahmt den Kommandomodus von vi nach, wobei komplexe Befehle mit einem vorangestellten Doppelpunkt ausgegeben werden (z. B. ":add /home/user/music-dir"), einfachere, häufigere Befehle sind an einzelne Tasten gebunden, wie z. B. "j/k" zum Abwärts-/Aufwärtsbewegen oder "x" zum Starten der Wiedergabe und Suchen, die mit "/" beginnen, wie in "/the beatles".

## Funktionen
- Unterstützung verschiedener Audioformate, darunter: Ogg Vorbis, MP3, FLAC, Musepack, WavPack, Wav, MPEG-4/AAC, ALAC, WMA, APE, TTA, SHN und MOD.
- Unterbrechungsfreie Wiedergabe
- ReplayGain-Unterstützung
- MP3 und Ogg-Streaming (SHOUTcast/Icecast)
- Leistungsstarke Filterung der Musikbibliothek
- Abspielen einer Warteliste
- Kompilationshandhabung
- Individuell anpassbare Farben und dynamische Tastenkombinationen
- Such- und Kommandomodus (im Stil von vi)
- Fernsteuerung durch das Programm cmus-remote (UNIX socket or TCP/IP)
- Funktionalität auf vielen Unix-ähnlichen System, darunter Linux, macOS, FreeBSD, NetBSD, OpenBSD, Cygwin and OpenWrt[3]